# Ільченко Дмитро Ілліч
Дмитро Ілліч Ільченко (25 жовтня (13 жовтня) 1878, с. Соснівка, теперішній Шосткинський район Сумської обл. — 30 серпня 1963, м. Нікополь, Дніпропетровська обл.) — український живописець.

## Життєпис
Навчався в художній школі Києво-Печерської лаври (від 1886), закінчив Київську рисувальну школу (1900) та художнє училище (1905), навчався в Академії мистецтв у Санкт-Петербурзі (1906–07, диплом і звання клас. художника отримав 1911; майстерня Ілля Рєпіна). З 1909 року — викладач гімназії В. Трифонової в Києві, на педегогічних курсах, від 1913 року — викладач живопису реальної технічної школи. Брав активну участь у громадському житті Києві.
Обстоював розвиток української національної культури. Дмитро Ільченко брав активну участь в організації та оформленні Всеросійської виставки у Києві 1913 року, а також в організації Академії мистецтв у цьому місті. 1937 року переїхав до Нікополя, де викладав живопис у середній школі № 10. Створював портрети, натюрморти, пейзажі. Серед робіт — «Бандурист» (1911), «Натюрморт», «Мати», «Вікна», «По дорозі до казки», «Сон у 10 ст.», «Скеля», «Дніпровські пороги», «Князь Святослав», «Нікопольські тополі», «Крок дами» (усі — 1940–1960-ті роки).
Його іменем названа вулиця в Нікополі (колишня вул. Академіка Павлова).